# Саркос, Ивиан
Ивиа́н Лунасо́ль Са́ркос Кольмена́рес (исп. Ivian Lunasol Sarcos Colmenares; р. 26 июля 1989, Гуанаре) — победительница международного конкурса красоты Мисс Мира 2011. Её победа стала для Венесуэлы шестой на Мисс мира и первой с 1995 года, когда победила Жаклин Агилера.
Ивиан Саркос основала собственный фонд помощи детям. Её хобби — волейбол, альпинизм и походы. Имеет специальность специалиста по кадрам. Работает на телевидении
Рост Ивиан Саркос — 180 см.